# Резолюция Совета Безопасности ООН 188
Резолю́ция Сове́та Безопа́сности ООН № 188 была принята 9 апреля 1964 года после жалобы Йеменской Арабской Республики на воздушные удары британских ВВС по их территории 28 марта. Совет выразил беспокойство по поводу действий в Харибе, и по меньшей мере 40 других столкновений, которые произошли в этой области. В ответ на это Великобритания обвинила Йемен в нарушении воздушного пространства Федерации Южной Аравии.
Совет Безопасности уговаривал ЙАР и Великобританию проявлять максимальную сдержанность во избежание возможных конфликтов и просила Генерального секретаря оказать посредничество решении вопрос мирными способами.
Резолюция была принята девятью голосами, в свою очередь Великобритания и США воздержались.